# 粗糙毛蟹蛛
粗糙毛蟹蛛（学名：Heriaeus hirtus）为蟹蛛科毛蟹蛛属的动物。在中国大陆，分布于新疆等地。